# 神戸こねくしょん
神戸こねくしょん（こうべこねくしょん）は、2006年4月2日から2007年9月30日まで毎日放送ラジオ（MBSラジオ）で毎週日曜日（土曜深夜）の24:25 - 25:30に放送されていたラジオ番組。
なお放送開始・終了日などはあくまで暦日で表記しているため、注意のこと。

## 概要
ファッション、グルメ、カルチャー、環境などさまざまな情報を神戸からラジオを通じて発信していく内容となっている。
番組スタートから2006年9月までは、神戸・旧居留地にある（株）エフエルエス本社のサテライトスタジオ・エレファントスタジオ（1F・デンマークショップ内）で公開収録が行われていたが、その後、本社スタジオからのオンエアとなった。

## 出演者
- U.K.
- 森ちえみ

### 過去の出演者
- 井村洋（Natural Punch Drunker、2006年4月 - 2006年9月）

## コーナー
Love Earth From Kobe
「Mr.アース」こと（株）エフエルエスの荒牧英樹代表取締役が出演し、身近なことから環境について一緒に考えていくコーナー。また、リスナーからデザインを募集して、“ラブ・アース”をテーマにした番組オリジナルのTシャツを制作するプロジェクトも同時進行。Tシャツは、旧居留地・六甲アイランドのデンマークショップで販売された。
ちぇみ～のプチコミチェック
森ちえみが神戸の気になったものをオススメするコーナー。
Say Hello KOBE
U.K.が神戸で行われるイベントやエンターテイメント情報を紹介するコーナー。
ナチュパン井村のKOBE CRUISE
神戸出身である井村洋が、独自のアンテナで神戸のおすすめスポットなどを紹介するコーナー。
Natural Punch Drunkerの楽曲もオンエアされる。
ART CONNECTION
謎の男から下される指令により、ジュラルミンケースの中身をART SPACE・高橋店長とのやりとりで、U.K.にそれを探ってもらうコーナー。
TRY ART KOBE STYLE
毎回出されるテーマに沿って、それぞれに思い描いたものをU.K.、井村洋、森ちえみが即興で絵を描き、それについてトークしていくコーナー。3人の描いた絵は、番組サイトの「神こね写真館」にアップされる他、開催を予定している「神戸こねくしょん」展覧会に向け、随時ストックされていく。
ちぇみ～の神戸沿線駅前チェック
森ちえみが神戸市内にある各沿線の駅の中からピックアップし、その駅前の素晴らしさを紹介するコーナー。
Bayside Lovers Story
リスナーから寄せられた恋愛・人間愛・動物愛などのさまざまな「愛」にまつわる思い出を基に作られたショートストーリーを、U.K.が音楽にのせて朗読するコーナー。